# Rawa Makmur Permai
Rawa Makmur Permai is een bestuurslaag in het regentschap Bengkulu van de provincie Bengkulu, Indonesië. Rawa Makmur Permai telt 4934 inwoners (volkstelling 2010).